# 多循環群
數學上，多循環群是符合子群的極大條件的可解群。（子群的極大條件，即任何由子群組成的集合中都存在極大元。這等價於任何子群都是有限生成的。）多循環群都是有限展示的。

## 名稱
多循環群的一個等價定義為：群G有次正規序列
{\displaystyle G=G_{0}\triangleright G_{1}\triangleright \cdots \triangleright G_{n}=\{1\}}
使得{\displaystyle G_{i}/G_{i+1}}都是循環群，{\displaystyle i=0,\cdots ,n-1}。
若定義中{\displaystyle n\leq 2}，則稱G為亞循環群。

## 例子
- 有限生成的阿貝爾群
- 有限生成的冪零群
- 有限的可解群

Anatoly Maltsev證明了整數一般線性群的可解子群是多循環群。後來Louis Auslander證明了任何多循環群都是同構於一個整數矩陣群。多循環群的全形也是整數矩陣群。